# Natalja Połozkowa
Natalja Fiodorowna Połozkowa z d. Kozłowa (ros. Наталья Фёдоровна Полозкова z d. Козлова; ur. 2 kwietnia 1972 w Czelabińsku) – rosyjska łyżwiarka szybka reprezentująca ZSRR.

## Kariera
Największy sukces w karierze Natalja Połozkowa osiągnęła 16 stycznia 1993 roku w Davos, kiedy zwyciężyła w biegu na 1500 m w ramach Pucharu Świata. W zawodach tego cyklu jeszcze dwukrotnie stawała na podium, za każdym razem na najniższym stopniu: 7 marca 1993 roku w Inzell na 1500 m oraz 15 stycznia 1994 roku w Davos na 1000 m. Najlepsze wyniki osiągała w sezonie 1992/1993, kiedy była piąta w klasyfikacji końcowej 1500 m. W 1988 roku wystartowała na igrzyskach olimpijskich w Albertville, zajmując między innymi czwarte miejsce w biegu na 1500 m. Walkę o brązowy medal przegrała wtedy z Seiko Hashimoto z Japonii. Na rozgrywanych cztery lata później igrzyskach w Lillehammer jej najlepszym wynikiem było siódme miejsce na tym samym dystansie. Brała również udział w igrzyskach olimpijskich w Nagano w 1998 roku, gdzie była siedemnasta w biegu na 1000 m oraz dziesiąta na 1500 m. W 1991 roku zajęła ósme miejsce podczas wielobojowych mistrzostw świata w Hamar. W poszczególnych biegach zajmowała szóste miejsce na 500 m, jedenaste na 3000 m, ósme na 1500 m oraz czternaste na dystansie 5000 m. W tym samym roku była też szósta na mistrzostwach Europy w Sarajewie. W 2001 roku zakończyła karierę.